# Jaroslava Adamová
Jaroslava Adamová (* 19. März 1925 in Prag, Tschechoslowakei; † 16. Juni 2012 in Prag, Tschechien) war eine tschechische Schauspielerin. Sie war vor allem am Theater und als Synchronsprecherin tätig.

## Leben
Mit vierzehn Jahren begann sie ein Studium an der Schauspielabteilung des Prager Konservatoriums. Noch während ihres Studiums war sie am Prager Nationaltheater tätig. Nach dem Studium arbeitete sie von 1946 bis 1950 am Theater in Vinohrady.
Sie gehörte zu den Legenden der tschechischen Synchronstimmen und lieh beispielsweise Sophia Loren, Jeanne Moreau und Meryl Streep ihre Stimme.
2003 war sie für den Český lev als Beste Nebendarstellerin nominiert.
Ihr Cousin war der tschechische Sänger Richard Adam. Sie war mit Julius Albert verheiratet.

## Filmographie (Auswahl)
- 1950: Chceme žít
- 1956: Meine Frau und ich
- 1957: Die Fälschung
- 1959: Flucht aus dem Schatten
- 1965: Die buntscheckigen Engel
- 1968: Vernunftehen
- 1970: Jungfernschaft und schwedische Gardinen
- 1973: Drei Haselnüsse für Aschenbrödel (Tschechische Synchronisation)
- 1974: Anonyme Anzeige (Synchronisation)
- 1986: Spanische Paradontose
- 1987: Die Pfauenfeder
- 1988: O Kubovi s Stázině
- 1988: Zirkus Humberto
- 1989: Du allein
- 1989, 1992: Täter unbekannt
- 2003: Želary
- 2010: Zasaženi bleskem
- 2012: Ve stínu